# Tell al-Rimah
Tell al-Rimah o Tell Rimah è un tell, o tumulo di insediamento archeologico, nel governatorato di Ninive, in Iraq. Il suo nome antico era probabilmente, nel periodo paleobabilonese, Karana o Qatara. Durante il periodo neoassiro, la città si chiamava Zamahe. Il sito si trova a circa 80 km a ovest di Mosul e dell'antica Ninive, nella regione di Sinjar.

## Storia dello scavo archeologico
Fu scoperto nel 1850 da Austen Henry Layard, scavatore di Ninive e Kalkhu. Il sito di Tell al-Rimah è stato effettivamente scavato tra il 1964 e il 1971 da un'équipe della British School of Archaeology in Iraq guidata da David Oates. Sono stati scavati un grande tempio e un palazzo dell'inizio del II millennio a.C., oltre a un edificio neo-assiro. A Tell al-Rimah è noto anche un esempio di volta in mattoni dell'inizio del II millennio a.C..

## Storia

### Occupazione amorita
Durante il periodo amorita (2004-1595 a.C.), Qatara (o Qattara) è menzionata come situata sulla rotta commerciale da Assur all'Anatolia. All'epoca conosciuta dai testi di Mari (prima metà del XVIII secolo a.C.), questa città faceva parte di un regno a cui apparteneva anche la città di Karana. Il suo re Hadnu-rabi risiedeva nel palazzo di Qatara. Era un vassallo di Shamshiadad I. Alla morte di quest'ultimo, perse Karana, che fu presa da Asqur-Adad, discendente di un precedente re di questa città, sostenuto dal re Zimri-Lim di Mari. Quando Hadnu-rabi morì a sua volta, Asqur-Adad estese il suo dominio su Qatara, che affidò a un uomo a lui fedele, Aqba-Hammu, un indovino, che sposò sua sorella Iltani.
All'epoca Tell Rimah era protetta da un muro di 600 metri di diametro. Al centro del recinto si trovava un'area sacra, dove si trovava il tempio principale della città, dedicato a Ishtar. La sua facciata era decorata con mattoni di fango semichiusi, che riproducevano l'aspetto di tronchi di palma (come nel tempio contemporaneo di Tell Leilan). Questo complesso di palazzi era coronato da una ziggurat quadrata di 40 m di lato. A nord-est di questo edificio si trovava il palazzo reale, che conteneva una collezione di tavolette diplomatiche e amministrative, tra cui gli archivi della regina Iltani.

### Occupazione del periodo medio assiro
La storia della città dopo questo periodo è conosciuta semplicemente dall'archeologia fino al periodo medio assiro. Tell Rimah fu soggetta per un certo periodo ai re di Babilonia, ossia la dinastia cassita, prima di cadere sotto il controllo di Mitanni nel terzo quarto del II millennio a.C. Sopra l'antico palazzo fu costruito un grande edificio e accanto ad esso una residenza. Intorno alla metà del XIV secolo a.C., il regno di Mitanni fu sconfitto dagli Assiri, che sottomisero l'Alta Mesopotamia e con essa Tell Rimah. Nel tempio sono state trovate tavolette amministrative di questo periodo, risalenti ai regni di Shalmaneser I e del suo successore Tukulti-Ninurta I. Qatara era allora un importante centro provinciale assiro. Intorno al 1200 a.C., gli Assiri persero la loro presenza nella regione, soprattutto a causa degli attacchi aramaici, e Tell Rimah crollò.

### Occupazione del periodo neoassiro
Qatara conobbe una parziale rioccupazione durante il periodo neo-assiro (IX-VII secolo a.C.). Con la ripresa dell'espansione assira, divenne nuovamente un importante centro provinciale. La città fu ribattezzata Zamahe. Un governatore, Nergal-eresh, contemporaneo di Adad-nirari III (811-43 a.C.), costruì un nuovo tempio accanto al vecchio, che dedicò ad Adad. L'ingresso alla cella del tempio è sostenuto da pilastri, la cui base è decorata con leoni scolpiti. Una stele accanto all'altare menziona le imprese del re Adad-nirari III e di Nergal-eresh.
Dopo il crollo dell'Assiria alla fine del VII secolo a.C., il sito perse importanza, prima di essere definitivamente abbandonato.

## Cultura materiale
Sono state rinvenute diverse tavolette in lingua antico-babilonese, contemporanee a quelle di Zimri-Lim di Mari, oltre ad altri oggetti di valore. Il reperto più importante rinvenuto è la stele di Adad-nirari III, che menziona un primo re del nord di Israele come "Joash il Samaro " e contiene la prima menzione cuneiforme di Samaria con questo nome.

## Galleria d'immagini

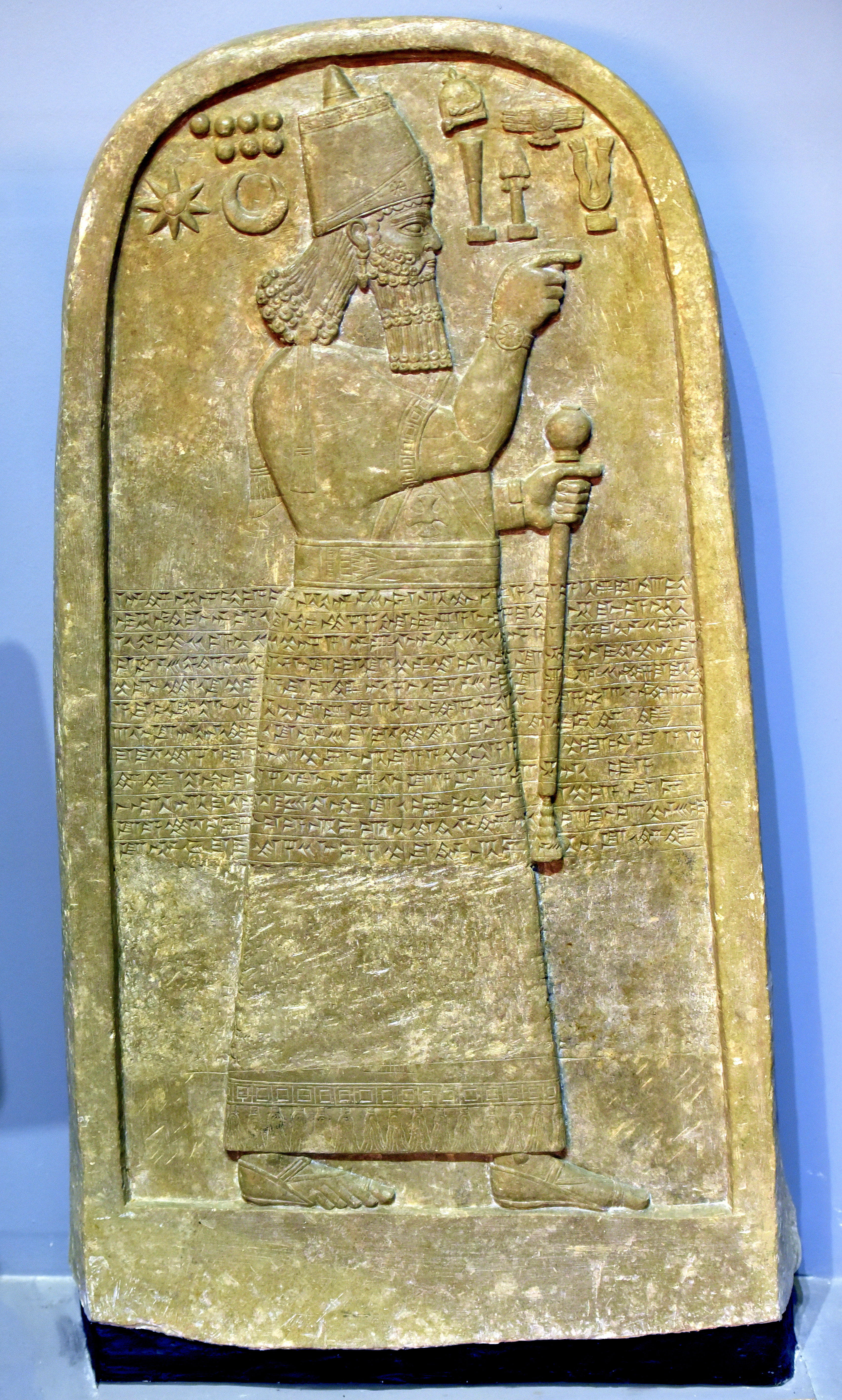
Stele di Adad-nirari III da Tell al Rimah, scoperta nel 1967, oggi al Museo nazionale iracheno di Baghdad
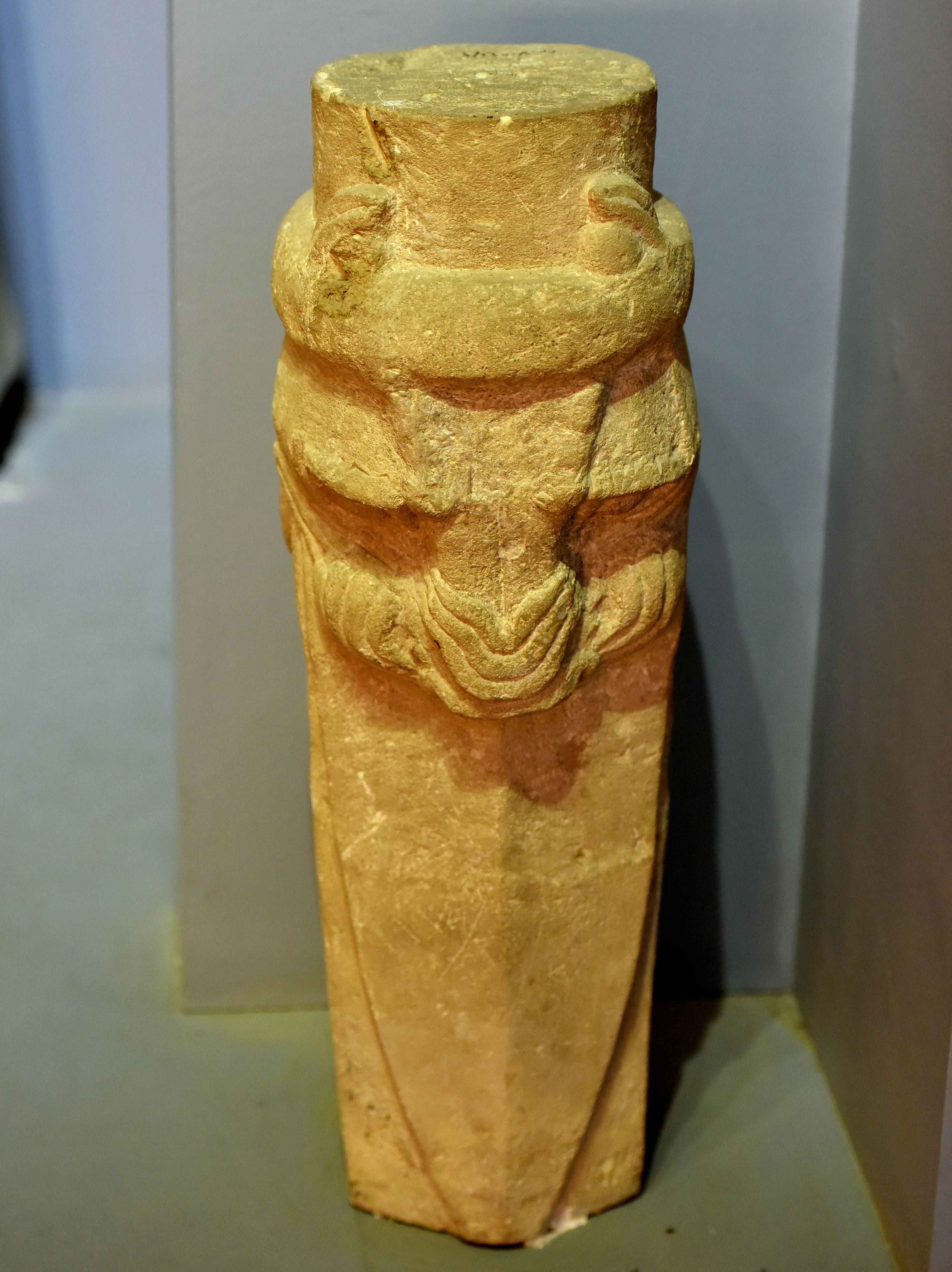
Colonna di marmo da Tell al-Rimah, Iraq, periodo Neo-Assiro.Museo nazionale iracheno
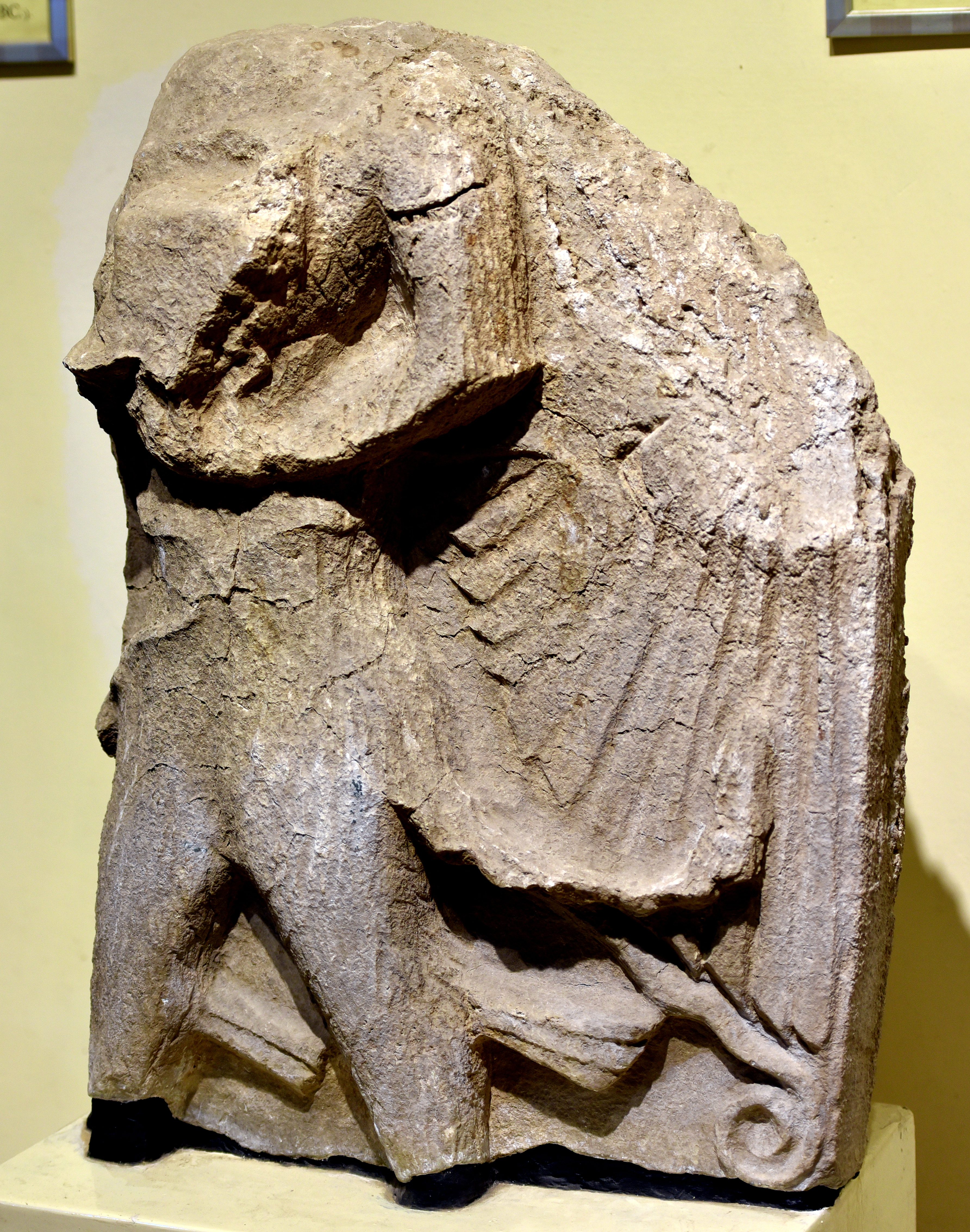
Rilievo in calcare di una figura maschile da Tell al-Rimah, Iraq. Periodo cassita.Museo nazionale iracheno